# Philip Bromberg
Philip M. Bromberg (1931, Brooklyn, New York – 18. května 2020, New York) byl americký psycholog a psychoanalytik, který kromě své psychoanalytické praxe také vyučoval a cvičil profesionály působící v oblasti duševního zdraví po celých USA. Za svůj život napsal mnoho odborných článků, které byly založeny na jeho praktických zkušenostech s pacienty a byly psány poutavým stylem. Mnoho z nich bylo vydáno v jeho třech knihách: Standing in the Spaces: Essays on Clinical Process, Trauma, and Dissociation z roku 1998, Awakening the Dreamer: Clinical Journeys z roku 2006 a The Shadow of the Tsunami: And the Growth of the Relational Mind z roku 2011.
Po více než 40 let se věnoval tématům týkajících se duševního vývoje člověka a vztahu pacienta s terapeutem. Zaměřoval se zejména na tzv. obtížně analyzovatelné pacienty a velkou důležitost přikládal fenoménu disociace. Byl zastáncem interpersonálního / vztahového přístupu, který klade důraz na organizaci osobnosti, stavy vědomí, zmíněnou disociaci a mnohočetné stavy osobnosti. Výrazně ho ovlivnil psychiatr a psychoanalytik Harry Stack Sullivan. Působil také jako výcvikový a supervizní analytik institutu Williama Alansona Whitea v New Yorku a klinický profesor psychologie post-doktorátního programu psychoterapie a psychologie na New York University. Byl členem American Psychological Association a diplomatem Americké rady pro profesionální psychologii (ABPP) v oboru klinická psychologie. Působil v redakčních radách odborných časopisů Psychoanalytic Dialogues, Contemporary Psychoanalysis, Journal of the American Academy of Psychoanalysis a Psychoanalytic Inquiry.

## Autorské práce
- Bromberg, P.M. (1974). On Psychoanalytic Training—Introduction: The Challenge of Self-Examination. Contemp. Psychoanal., 10:239-241.
- Bromberg, P.M. (1979). Interpersonal psychoanalysis and Regression. Contemp. Psychoanal., 15:647-655.
- Bromberg, P.M. (1979). The Use of Detachment in Narcissistic and Borderline Conditions. J. Amer. Acad. Psychoanal., 7:593-600.
- Bromberg, P.M. (l979), The schizoid personality: The psychopathology of stability. In: Integrating Ego Psychology and Object Relations Theory, ed. L. Saretsky, G.D. Goldman & D.S. Milman. Iowa: Kendall/Hunt, pp. 226-242.
- Bromberg, P.M. (1980). Empathy, Anxiety and Reality—A View from the Bridge. Contemp. Psychoanal., 16:223-236.
- Bromberg, P.M. (1980). Sullivan's Concept of Consensual Validation and the Therapeutic Action of Psychoanalysis. Contemp. Psychoanal., 16:237-248.
- Bromberg, P.M. (1982). The Supervisory Process and Parallel Process in Psychoanalysis. Contemp. Psychoanal., 18:92-110.
- Bromberg, P.M. (1983). The Mirror and the Mask: On Narcissism and Psychoanalytic Growth. Contemp. Psychoanal., 19:359-387.
- Bromberg, P.M. (1984). Getting Into Oneself and out of One's Self: On Schizoid Processes. Contemp. Psychoanal., 20:439-447. *Bromberg, P.M. (l984). The third ear. In: Clinical Perspectives on the Supervision of Psychoanalysis and Psychotherapy, ed. L. Caligor, P.M. Bromberg, & J.D. Meltzer. New York: Plenum Press, pp. 29-44.
- Bromberg, P.M. (1984). On the Occurrence of the Isakower Phenomenon in a Schizoid Disorder. Contemp. Psychoanal., 20:600-624.
- Bromberg, P.M. (1986). Discussion of "The Wishy-Washy Personality" by Arnold Goldberg. Contemp. Psychoanal., 22:374-386.
- Bromberg, P.M. (1989). Discussion of "Keeping the Analysis Alive and Creative" by Gloria Friedman. Contemp. Psychoanal., 25:337-345.
- Bromberg, P.M. (1991). Artist and Analyst. Contemp. Psychoanal., 27:289-299.
- Bromberg, P.M. (1991). Introduction to Symposium: "Reality and the Analytic Relationship." Psychoanal. Dial., 1:8-12.
- Bromberg, P.M. (1991). On Knowing One's Patient Inside Out: The Aesthetics of Unconscious communication. Psychoanal. Dial., 1:399-422.
- Bromberg, P.M. (1991). Reply to Discussion by Enid Balint. Psychoanal. Dial., 1:431-437.
- Bromberg, P.M. (1992). The Difficult Patient or the Difficult Dyad?—Some Basic Issues. Contemp. Psychoanal., 28:495-502.
- Bromberg, P.M. (1993). Discussion of "Obsessions and/or Obsessionality: Perspectives on Psychoanalytic Treatment" by Walter E. Spear. Contemp. Psychoanal., 29:90-100.
- Bromberg, P.M. (1993). Shadow and Substance: A Relational Perspective on Clinical Process. Psychoanal. Psychol., 10:147-168.
- Bromberg, P.M. (1994). “Speak! That I May See You”: Some Reflections on Dissociation, Reality, and Psychoanalytic Listening. Psychoanal. Dial., 4:517-547.
- Bromberg, P.M (1995). Introduction to David E. Schecter’s “Attachment, Detachment, and Psychoanalytic Therapy.” In: Pioneers of Interpersonal Psychoanalysis, eds. D. B. Stern, C. Mann, S. Kantor, & G. Schlesinger. NJ: Analytic Press, pp. 169-174.
- Bromberg, P.M. (1995). A Rose by Any Other Name: Commentary on Lerner's “Treatment Issues in a Case of Possible Dissociative identity disorder”. Psychoanal. Psychol., 12:143-149.
- Bromberg, P.M. (1995). Psychoanalysis, Dissociation, and Personality Organization Reflections on Peter Goldberg's Essay. Psychoanal. Dial., 5:511-528.
- Bromberg, P.M. (1995). Resistance, Object-usage, And Human Relatedness. Contemp. Psychoanal., 31:173.
- Bromberg, P.M. (1996). Hysteria, Dissociation, and Cure: Emmy von N Revisited. Psychoanal. Dial., 6:55-71.
- Bromberg, P.M. (1996). Standing in the Spaces: The Multiplicity Of Self And The Psychoanalytic Relationship. Contemp. Psychoanal., 32:509-535.
- Bromberg, P.M. (l997). Commentary on Lawrence Friedman’s “Ferrum, Ignis, and Medicina: Return to the Crucible.” J. Amer. Psychoanal. Assoc., 45:36-40.
- Bromberg, P.M. (1998). Staying the Same While Changing: Reflections on Clinical Judgment. Psychoanal. Dial., 8:225-236.
- Bromberg, P.M. (1998). Standing in the spaces: Essays on clinical process, trauma, and dissociation. New Jersey: Analytic Press.
- Bromberg, P.M. (1999). Playing with Boundaries. Contemp. Psychoanal., 35:54-66.
- Bromberg, P.M. (2000). Bringing in the Dreamer: Some Reflections On Dreamwork, Surprise, And Analytic Process*. Contemp. Psychoanal., 36:685-705.
- Bromberg, P.M. (2000). Potholes on the Royal Road: Or Is It An Abyss?*. Contemp. Psychoanal., 36:5-28.
- Bromberg, P.M. (2000). Reply to Reviews of "Standing in the Spaces: Essays on Clinical Process, Trauma, and Dissociation" (Reviewers: Marcia Cavell, Randall Sorenson, and Henry Smith). Psychoanal. Dial., 10:551-568.
- Bromberg, P.M. (2001). Hope When There Is No Hope: Discussion of Jill Scharff's Case presentation|Case Presentation. Psychoanal. Inq., 21:519-529.
- Bromberg, P.M. (2001). The Gorilla Did It: Some Thoughts on Dissociation, the Real, and the Really Real. Psychoanal. Dial., 11:385-404.
- Bromberg, P.M. (2001). Treating Patients with Symptoms—and Symptoms with Patience: Reflections on Shame, Dissociation, and Eating Disorders. Psychoanal. Dial., 11:891-912.
- Bromberg, P.M. (2002). Speak to Me as to Thy Thinkings: Commentary on "Interpersonal Psychoanalysis' Radical Façade” by Irwin Hirsch. J. Amer. Acad. Psychoanal., 30:605-620.
- Bromberg, P.M. (2003). On Being One's Dream: Some Reflections on Robert Bosnak's “Embodied Imagination”. Contemp. Psychoanal., 39:697-710.
- Bromberg, P.M. (2003). One Need Not Be a House to Be Haunted: On Enactment, Dissociation, and the Dread of “Not-Me”—A Case Study. Psychoanal. Dial., 13:689-709.
- Bromberg, P.M. (2003). Something Wicked This Way Comes: Trauma, Dissociation, and Conflict: The Space Where Psychoanalysis, Cognitive Science, and Neuroscience Overlap. Psychoanal. Psychol., 20:558-574.
- Bromberg, P.M. (2004). More Than Meets the Eye: A Professional Autobiography. Psychoanal. Inq., 24:558-575.
- Chefetz, R.A., Bromberg, P.M. (2004). Talking with “Me” and “Not-Me”: A Dialogue. Contemp. Psychoanal., 40:409-464.
- Bromberg, P.M. (2006). “Ev'ry Time We Say Goodbye, I Die a Little …”: Commentary on Holly Levenkron's “Love (and Hate) with the Proper Stranger”. Psychoanal. Inq., 26:182-201.
- Bromberg, P.M. (2006). It never entered my mind: Some reflections on desire, dissociation, and disclosure. In: J. Petrucelli, ed. "Longing: Psychoanalytic Musings on Desire." London: Karnac Books, pp. 13-23.
- Bromberg, P.M. (2006). Awakening the dreamer: Clinical journeys. New Jersey: Analytic Press.
- Bromberg, P.M. (2007). Reply to Reviews of "Awakening the Dreamer: Clinical Journeys" by Philip M. Bromberg (Reviewers: Ethel Person, Susan Sands, and Allan Schore). Psychoanal. Dial., 17:769-787.
- Bromberg, P.M. (2007). Response to Reviews of "Awakening the Dreamer: Clinical Journeys" (Reviewers: Jessica Benjamin, Max Cavitch, and Robert Langan). Contemp. Psychoanal., 43:696-708.
- Bromberg, P.M. (2007). The Analytic Moment Doesn't Fit Analytic “Technique”: Commentary on Tony Bass's “When the Frame Doesn't Fit the Picture”. Psychoanal. Dial., 17:909-921.
- Bromberg, P.M. (2008). "Grown-up" Words: An Interpersonal/Relational Perspective on Unconscious Fantasy. Psychoanal. Inq., 28:131-150.
- Bromberg, P.M. (2008). Mentalize THIS!: Dissociation, enactment, and clinical process. In: E. Jurist, A. Slade, & S. Bergner, eds. "Mind to Mind: Infant Research, Neuroscience, and Psychoanalysis." New York: Other Press, pp. 414-434.
- Bromberg, P.M. (2008). Shrinking the Tsunami: Affect-regulation, Dissociation, and the Shadow of the Flood. Contemp. Psychoanal., 44:329-350.
- Bromberg, P.M. (2009). Multiple self-states, the relational mind, and dissociation: A psychoanalytic perspective. In: Dissociation And The Dissociative Disorders: DSM-V And Beyond, ed. P.F. Dell & J.A. O’Neil. New York: Routledge, pp. 637-652.
- Bromberg, P.M. (2009). Discussion of Robert Grossmark's 'Case of Pamela.' Psychoanal. Dial., 19:31-38.
- Bromberg, P.M. (2009). Truth, Human Relatedness, and the Analytic Process: An Interpersonal/Relational Perspective. Internat. J. Psychoanal., 90:347-361.
- Bromberg, P. M. (2010), Minding the dissociative gap. Contemp. Psychoanal., 46:19-31.
- Bromberg, P. M. (2010), The nearness of you: Navigating selfhood, otherness, and uncertainty. In: Knowing, Not-Knowing and Sort-of-Knowing: Psychoanalysis and the Experience of Uncertainty, ed. J. Petrucelli. London: Karnac, pp. 22-45.
- Bromberg, P. M. (2010). Commentary on Carola M. Kaplan's "Navigating trauma in Joseph Conrad's 'Victory': A voyage from Sigmund Freud to Philip M. Bromberg." Psychoanal. Dial., 20:449-455.
- Bromberg, P. M. (2011). The Gill/Bromberg correspondence. Psychoanal. Dial., 21:243-252.
- Bromberg, P. M. (2011). "Afterword" to the Gill/Bromberg correspondence. Psychoanal. Dial., 21:264-267.
- Bromberg, P.M. (2011). The shadow of the tsunami: And the growth of the relational mind. New York: Routledge.
- Bromberg, P. M. (2012), Stumbling along and hanging-in: If this be technique, make the most of it! Psychoanal. Inq., 32:3-17.